# Isabelle Duchesnay
Isabelle Duchesnay (ur. 18 grudnia 1963 w Saint-Jean-sur-Richelieu) – kanadyjsko-francuska łyżwiarka figurowa, startująca w parach tanecznych z bratem Paulem Duchesnay. Wicemistrzyni olimpijska z Albertville 1992, mistrzyni świata (1991), medalistka mistrzostw Europy oraz czterokrotna mistrzyni Francji (1986, 1987, 1990, 1991). Zakończyła karierę amatorską w 1992 roku, zaś profesjonalną w 1996 roku. 

## Biografia

### Kariera amatorska

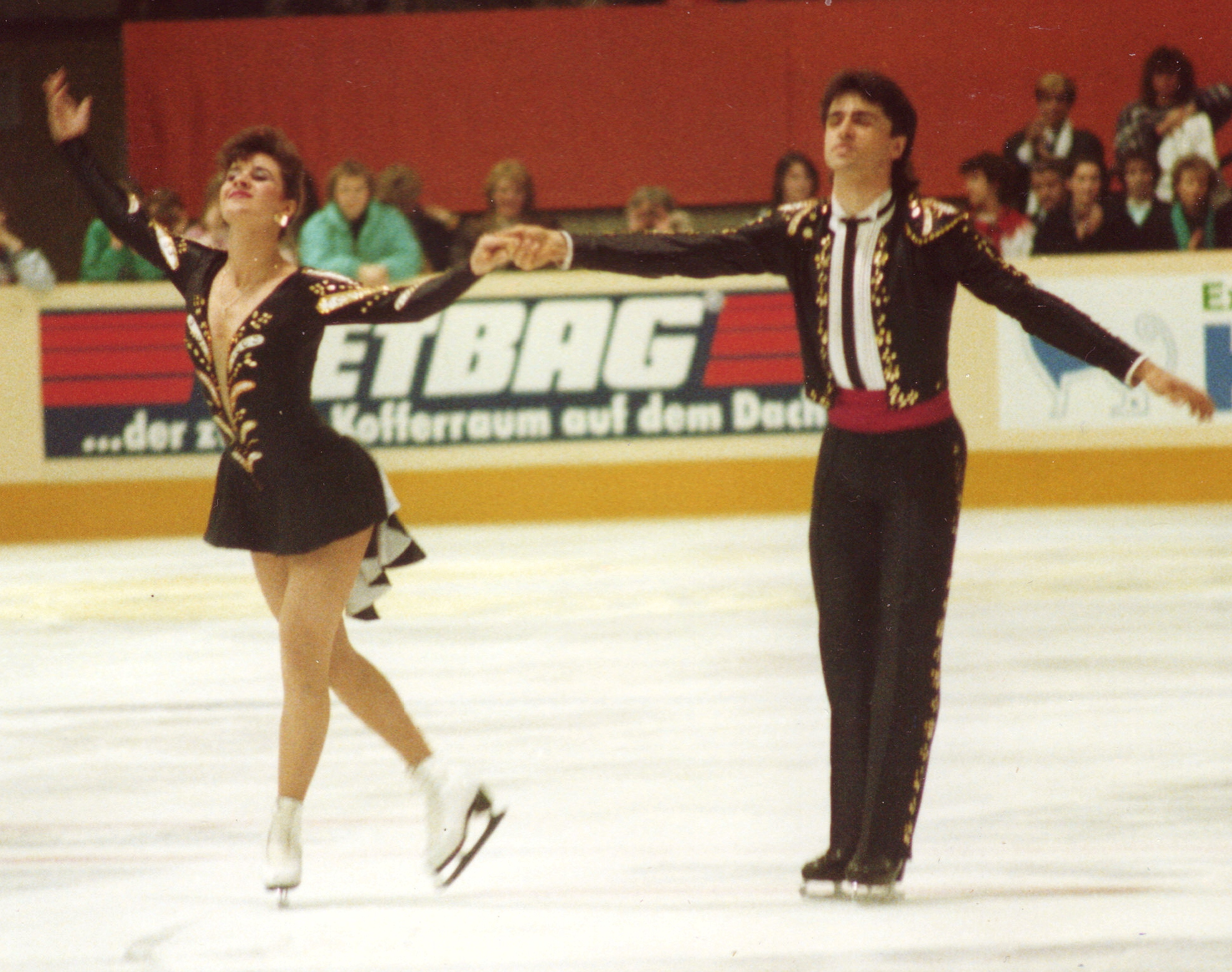
Rodzeństwo Duchesnay podczas gali pokazowej (1989)

Rodzeństwo Duchesnay rozpoczynało swoją karierę od konkurencji par sportowych i reprezentowania Kanady. Jednak później z powodu poważnego wypadku Isabelle, podczas którego mocno uderzyła się w głowę, zdecydowali się na zmianę konkurencji na pary taneczne. 
Podjęli współpracę z mistrzem olimpijskim 1984 z Sarajewa Christopherem Deanem, a ich styl jazdy stał się bardziej unikalny przez co wywoływał skrajne emocje. Kanadyjska federacja Skate Canada oficjalnie skrytykowała ich styl, dlatego zdecydowali się na opuszczenie Kanady i reprezentowanie od 1985 roku ojczyzny ich matki, czyli Francji. Wystąpili na Zimowych Igrzyskach Olimpijskich 1988 w Calgary, gdzie zajęli 8. miejsce, głównie za sprawą niezbyt przychylnego przyjęcia przez sędziów ich tańca dowolnego inspirowanego dżunglą i wykonanego jedynie do dźwięków bębnów. Nie zraziło to pary Duchesnay do dalszego prezentowania innowacyjnego stylu. W kolejnych trzech latach zdobyli kolejno brązowy, srebrny i złoty medal mistrzostw świata.
W czasie kariery ich głównymi rywalami była radziecka para Marina Klimowa / Siergiej Ponomarienko, z którą przegrali złoty medal olimpijski na Zimowych Igrzyskach Olimpijskich 1992 w Albertville. Style obu par rywalizujących o złoto były bardzo odmienne. Rodzeństwo Duchesnay przygotowało z Deanem bardziej konserwatywne tańce niż Klimowa / Ponomarienko, w których, jak przyznali później, zabrakło ryzykownych elementów. W czasie konkursu olimpijskiego para radziecka otrzymała także rażąco niską, odbiegającą od oceny reszty sędziów notę od sędziego z Francji, co zostało uznane za próbę faworyzowania francuskiej pary tanecznej w ich rodzinnym kraju.

### Kariera profesjonalna
Rodzeństwo Duchesnay zakończyło karierę amatorską w 1992 roku, zaś występy profesjonalne w 1996 roku po wypadku Paula podczas jazdy na rolkach. 

### Życie prywatne
Isabelle urodziła się w Kanadzie, ojczyźnie ojca, zaś Paul we Francji, ojczyźnie matki. Oboje mieli podwójne obywatelstwo. W latach 1991–1993 mężem Isabelle był utytułowany łyżwiarz figurowy Christopher Dean, m.in. mistrz olimpijski 1984 z Sarajewa. W 1992 roku Isabelle napisała książkę Notre passion (Sports pour tous).

## Osiągnięcia
Z Paulem Duchesnay
|                      | Kanada | Kanada | Kanada | Kanada | Francja | Francja | Francja | Francja | Francja | Francja | Francja |
| Zawody               | 81–82  | 82–83  | 83–84  | 84–85  | 85–86   | 86–87   | 87–88   | 88–89   | 89–90   | 90–91   | 91–92   |
| Międzynarodowe       |        |        |        |        |         |         |         |         |         |         |         |
| Igrzyska olimpijskie |        |        |        |        |         |         | 8       |         |         |         | 2       |
| Mistrzostwa świata   |        |        |        |        | 12      | 9       | 6       | 3       | 2       | 1       |         |
| Mistrzostwa Europy   |        |        |        |        | 8       | 5       | 3       |         | 3       | 2       |         |
| Skate America        |        |        |        |        |         | 1       |         |         |         |         |         |
| Nebelhorn Trophy     |        | 2      |        |        |         |         |         |         |         |         |         |
| Krajowe              |        |        |        |        |         |         |         |         |         |         |         |
| Mistrzostwa Francji  |        |        |        |        | 1       | 1       |         |         | 1       | 1       |         |
| Mistrzostwa Kanady   | 2 J    | 4      | 4      | 3      |         |         |         |         |         |         |         |